# Hemsleya
Hemsleya — рід квіткових рослин родини гарбузових.
Його рідний ареал — від Східних Гімалаїв до Південного Китаю та Папуасії. Він є рідним для Ассаму (в Індії), архіпелагу Бісмарка (група островів, частина Папуа Нової Гвінеї), Китаю, Східних Гімалаїв, Молуккських островів, Нової Гвінеї, Таїланду та В'єтнаму.
Назва роду Hemsleya — на честь Вільяма Хемслі (1843—1924), англійського ботаніка.

## Відомі види
Відповідно до Kew:
- Hemsleya amabilis Diels
- Hemsleya carnosiflora C.Y.Wu & Z.L.Chen
- Hemsleya chengyihana D.Z.Li
- Hemsleya chinensis Cogn. ex F.B.Forbes & Hemsl.
- Hemsleya cirromitrata (W.J.de Wilde & Duyfjes) H.Schaef. & S.S.Renner
- Hemsleya delavayi (Gagnep.) C.Jeffrey ex C.Y.Wu & C.L.Chen
- Hemsleya dipteriga Kuang & A.M.Lu
- Hemsleya dolichocarpa W.J.Chang
- Hemsleya dulongjiangensis C.Y.Wu
- Hemsleya ellipsoidea L.T.Shen & W.J.Chang
- Hemsleya emeiensis L.T.Shen & W.J.Chang
- Hemsleya endecaphylla C.Y.Wu
- Hemsleya gigantha W.J.Chang
- Hemsleya graciliflora (Harms) Cogn.
- Hemsleya kunmingensis H.T.Li & D.Z.Li
- Hemsleya lijiangensis A.M.Lu ex C.Y.Wu & Z.L.Chen
- Hemsleya macrocarpa (Cogn.) C.Y.Wu ex C.Jeffrey
- Hemsleya macrosperma C.Y.Wu
- Hemsleya mitrata C.Y.Wu & Z.L.Chen
- Hemsleya panacis-scandens C.Y.Wu & Z.L.Chen
- Hemsleya panlongqi A.M.Lu & W.J.Chang
- Hemsleya peekelii (W.J.de Wilde & Duyfjes) H.Schaef. & S.S.Renner
- Hemsleya pengxianensis W.J.Chang
- Hemsleya sphaerocarpa Kuang & A.M.Lu
- Hemsleya turbinata C.Y.Wu
- Hemsleya zhejiangensis C.Z.Zheng